# 11925 Usubae
11925 Usubae è un asteroide della fascia principale. Scoperto nel 1992, presenta un'orbita caratterizzata da un semiasse maggiore pari a 2,3708645 UA e da un'eccentricità di 0,1934193, inclinata di 2,19523° rispetto all'eclittica.